# Melanagromyza symphyti
Melanagromyza symphyti är en tvåvingeart som beskrevs av Griffiths 1963. Melanagromyza symphyti ingår i släktet Melanagromyza och familjen minerarflugor. Inga underarter finns listade i Catalogue of Life.